# Trailer (computação)
Em tecnologia da informação, trailer refere-se a dados suplementares colocados no final de um bloco de dados que estão sendo armazenados ou transmitidos, os quais podem conter informações para a manipulação do blocos de dados ou simplesmente marcar o seu fim.
Na transmissão de dados, os dados que seguem o final do cabeçalho e precedem o início do trailer são chamados de carga (payload) ou corpo.
É vital que a composição do trailer siga um formato ou especificação claro e não ambíguo, para permitir a análise sintática. Se um trailer não for adequadamente removido, ou parte da carga for removida pensando-se que ela é um trailer, isto pode causar confusão.

## Exemplos
- Em transferência de dados, a camada de enlace de dados do modelo OSI adiciona um trailer ao final da encapsulação de dados.